# 文英尼
文英尼（ぶんえいに、慶長14年（1609年） - 延宝8年（1680年））は、江戸時代初期の女性。
父は園基任。はじめ、中和門院（近衛前子）に女官として仕えていた。その後、正室である徳川秀忠の娘・初姫を病気で亡くした京極忠高に後室として嫁いだと思われる。
寛永14年（1637年）に忠高が死去すると出家し、文英尼と号した。万治2年（1659年）、幡枝離宮を後水尾天皇から譲渡され、輪王寺宮守澄法親王の補助を受け、景川宗隆を開基として大悲山円通寺とした。寛文2年（1662年）には霊元天皇の行幸を受ける。
姉に後水尾天皇典侍園光子（壬生院）がおり、後光明天皇の叔母にあたる。兄の園基音の娘が園国子（新広義門院）であり、霊元天皇の大叔母であることもあり、霊元天皇の乳母となる。
延宝8年（1680年）に死去。享年72。戒名は円光院瑞雲文英大姉。